# گمینا گرودک ناد دونایتسم
گمینا گرودک ناد دونایتسم (به لهستانی:  Gmina Gródek nad Dunajcem) یک گمینا در لهستان است که در شهرستان نوو سانچ واقع شده‌است. گمینا گرودک ناد دونایتسم ۸۸٫۱۷ کیلومتر مربع مساحت و ۸٬۸۹۶ نفر جمعیت دارد.